# Klaus Wagner
Klaus Wagner (ur. 16 stycznia 1922 w Knauthain, zm. 16 sierpnia 2001 w Neindorf) – niemiecki jeździec sportowy. Dwukrotny medalista olimpijski.
Sukcesy odnosił we Wszechstronnym Konkursie Konia Wierzchowego. Brał udział w czterech igrzyskach olimpijskich (IO 52, IO 56, IO 60, IO 68), na dwóch zdobywał srebrne medale w drużynowym konkursie WKKW. W 1952 startował na koniu Dachs, reprezentację RFN tworzyli ponadto Wilhelm Büsing i Otto Rothe. W 1956 – konkurencje jeździeckie były rozgrywane w Sztokholmie (główne zawody odbywały się w Melbourne, ale jeźdźcy – ze względu na problemy z kwarantanną zwierząt – rywalizowali w Szwecji) – startował na koniu Prinzeß, partnerowali mu August Lütke-Westhues i ponownie Rothe. W 1954 był drugi w drużynie w mistrzostwach Europy.